# Airplay (Band)
Airplay war eine kurzlebige amerikanische Band, die von David Foster und Jay Graydon gegründet wurde. Die Band veröffentlichte 1980 ein selbstbetiteltes Album, das Nothin' You Can Do About It (ursprünglich aufgenommen von The Manhattan Transfer) und die Originalaufnahme des ein Jahr zuvor erschienenen Earth,-Wind-&-Fire-Hits After the Love Has Gone enthielt, geschrieben von Foster und Graydon, zusammen mit Bill Champlin.

## Geschichte
Die Studiomusiker, Keyboarder David Foster und Gitarrist Jay Graydon, lernten sich Mitte der 1970er Jahre auf einer Tournee kennen. Sie freundeten sich an und arbeiteten weiter zusammen, begleiteten verschiedene Künstler und schrieben gemeinsam Songs. Um ihr bisher entstandenes Material veröffentlichen zu können, verpflichteten sie Tommy Funderburk, einen bis dahin noch ziemlich unbekannten Sänger, der zuvor als Mitglied verschiedener Gospel-Chöre aktiv war.
An den Aufnahmen zum Album Airplay waren unter anderem fast die komplette Besetzung der Gruppe Toto beteiligt: Jeff Porcaro (Schlagzeug), David Hungate (Bass), Steve Lukather (Gitarre) und Steve Porcaro (Keyboards). Des Weiteren Bill Chaplin (Chicago), Ray Parker, Jr. (Ghostbusters), Bill Reichenbach Jr. u. v. a.
Die  Version von After the Love Has Gone auf diesem Album ist, obwohl erst ein Jahr nach der Earth, Wind & Fire-Version von Airplay aufgenommen, eigentlich die Originalversion, da sie in den Strophen in der ursprünglichen Tonart A-Dur geschrieben wurde. Für Earth, Wind & Fire wurde die Tonart der Strophen nach F-Dur transponiert. Der Refrain wurde um eine halbe Tonstufe nach unten transponiert (As-Dur). Um in die richtige Tonart für den Refrain zu kommen, wurde in der Mitte des B-Teils von den Komponisten ein so genannter „shotgun pivot chord“ eingebaut, der als Drehpunkt in beiden Tonarten vorkommt und damit den Übergang von F-Dur nach As-Dur ermöglicht.
Eine Fortsetzung ihrer gemeinsamen Arbeit als Gruppe scheiterte an Jay Graydon:

„Did you guys ever envision Airplay becoming a full-time, touring type of band? David wanted to tour and I didn't. A dumb move on my part.
Habt ihr euch jemals vorgestellt, dass Airplay eine Vollzeit-Band wird, die auf Tournee geht? David wollte touren und ich nicht. Eine dumme Entscheidung meinerseits.“

Foster und Graydon waren anschließend weiterhin sowohl gemeinsam als auch getrennt sehr erfolgreich und arbeiteten an verschiedenen Projekten mit Künstlern wie Chicago, Natalie Cole, Barbra Streisand, Al Jarreau, Herbie Hancock und vielen anderen.

## Diskografie

### Studio-Alben
- Airplay (1980)

### Singles
- Stranded (1980)
- Nothin' You Can Do About It (1980)
- Should We Carry On (1981)
- Stressed Out (Close to the Edge) im St. Elmo's Fire Soundtrack (1985)